# Саргониди
Саргонидите (Sargoniden) са осмата и последната владетелска династия, която управлява Новоасирийско царство през 721 – 610 г. пр.н.е.
Основател на династията е Саргон II (или Шарум-кен II), който дава името на династията и е цар през 721 – 705 г. пр.н.е.